# Sant’Anna Arresi
Sant’Anna Arresi – miejscowość i gmina we Włoszech, w regionie Sardynia, w prowincji Sud Sardegna.
Według danych na rok 2004 gminę zamieszkuje 2576 osób, 71,6 os./km². Graniczy z Masainas i Teulada.